# 嵐の勇者たち
『嵐の勇者たち』（あらしのゆうしゃたち）は、1969年12月31日に公開された日活のアクション映画である。監督は舛田利雄。日活所属のオールスターキャストを結集させた、お正月映画として製作された。

## 配役
- 石原裕次郎: 島地陶介
- 二谷英明 : 神崎明
- 渡哲也: 唐沢恭
- 浜田光夫: 浜野
- 岡崎二朗: 藤木
- 川地民夫: 川辺
- 浜美枝: 志摩亜紀子
- 郷鍈治: 英
- 藤竜也: 太郎
- 和田浩治: 浩
- 内田良平: 浅見真吾
- 柳永二郎 : 生駒正光
- 深江章喜: 深田
- 山本陽子: 理江
- 梶芽衣子: 佳代
- 谷村昌彦: 中年男
- 青木義朗: 青井
- 吉永小百合: 冬子
- 岡田眞澄: 司会の男
- 宍戸錠: 大門五郎

## スタッフ
- 監督 - 舛田利雄
- 脚本 - 永原秀一
- 企画 - 高木雅行
- 音楽 - 伊部晴美
- 撮影 - 山崎善弘
- 美術 - 木村威夫
- 編集 - 井上親弥
- 助監督 - 村川透
- 主題歌 - 「反逆のメロディー 」石原裕次郎

## 併映作品
- 『華やかな女豹』